# Lodi (Lombardei)
Lodi (deutsch veraltet: Lauden) ist eine Stadt in der italienischen Region Lombardei mit 45.158 Einwohnern (Stand 31. Dezember 2023) und Hauptort der Provinz Lodi. Lodi liegt etwa 30 km südöstlich von Mailand am Fluss Adda.

## Ortsteile
Im Gemeindegebiet liegen neben dem Hauptort die Fraktionen Fontana, Olmo und San Grato, ferner die ländlichen Ortsteile Bottedo, Mozzanica, Pesalupo, Portadore Alto, Riolo, Tre Cascine und Vigadore.

## Geschichte
Lodi wurde als Dorf namens Alauda („Feldlerche“) von den Boiern gegründet. Später wurde das Dorf zum römischen Municipium und trug den Namen Laus Pompeia nach Gnaeus Pompeius Strabo.
Seit dem 4. Jahrhundert war die Stadt Bischofssitz, allerdings liegt die Frühzeit des Bistums bis ins 9. Jahrhundert vollkommen im Dunkeln. Der Legende nach sollen die römischen Legionäre Felix von Afrika und Nabor um 304 in Lodi als Christen den Märtyrertod durch Enthauptung erlitten haben.
Bedeutung gewann sie unter den späten Ottonischen Kaisern Ende des 10. Jahrhunderts. Durch den dadurch verbundenen Aufschwung des Handels geriet Lodi in Konflikt mit Mailand. Nach mehreren Kriegen wurde Lodi durch Mailänder Truppen zerstört und 1158 ca. 7 km vom alten Siedlungskern (heute als Lodi Vecchio – Alt-Lodi – eine eigenständige Gemeinde) entfernt mit Hilfe des Kaisers Friedrich Barbarossa neu gegründet und befestigt. Über diese Zeit berichtet die Chronik von Otto Morena und dessen Sohn Acerbus Morena, beide Notare und Richter in Lodi. Erst 1198 kam es zu einem Friedensschluss mit Mailand, von dem beide Städte auch wirtschaftlich profitierten. 
Das 13. Jahrhundert war durch soziale Unruhen und Parteikämpfe zwischen Ghibellinen und Guelfen geprägt, in denen Mailand mehrfach intervenierte. Während der ersten Hälfte des 14. Jahrhunderts gewann die Familie der Visconti die Macht in der Stadt. Lodi blieb damit Teil des Territoriums von Mailand. 
Aus kirchengeschichtlicher Sicht ist die Tatsache bemerkenswert, dass Papst Johannes XXIII., der in den Papstlisten seit dem 20. Jahrhundert zu den Gegenpäpsten gezählt wird, am 9. Dezember 1413 in Lodi die offizielle Einladungsbulle zum allgemeinen Konzil von Konstanz erließ.
Im Jahr 1454 kam es hier zur Unterzeichnung eines Friedensvertrages zwischen Mailand und Venedig. Der Frieden von Lodi war bedeutsam, da er für mehrere Jahrzehnte den Frieden in der Region sicherte.
Wolfgang Amadeus Mozart stieg mit seinem Vater auf der Rückreise von Mailand über Bologna nach Salzburg am Abend des 15. März 1770 in Lodi ab. In einem Wirtshaus schrieb der 14-Jährige an diesem Abend sein 1. Streichquartett KV 80, das den Beinamen „Lodi“ trägt.
In der Nähe der Stadt fand, während des Ersten Koalitionskrieges, am 10. Mai 1796 die Schlacht bei Lodi zwischen französischen und österreichischen Truppen statt.
1859 wurde die Provinz Lodi aufgelöst und die Stadt der Provinz Mailand untergeordnet.
Im Jahr 1992 wurde das Gebiet um Lodi von der Provinz Mailand wieder abgetrennt und die Provinz Lodi geschaffen.
Lodi ist seit ältesten Zeiten Bischofssitz (Bistum Lodi). Zum neuen Bischof ernannte Papst Benedikt XVI. am 14. November 2005 den bisherigen Weihbischof aus dem Erzbistum Mailand, Giuseppe Merisi, der bis dahin Titularbischof von Drusiliana gewesen war.

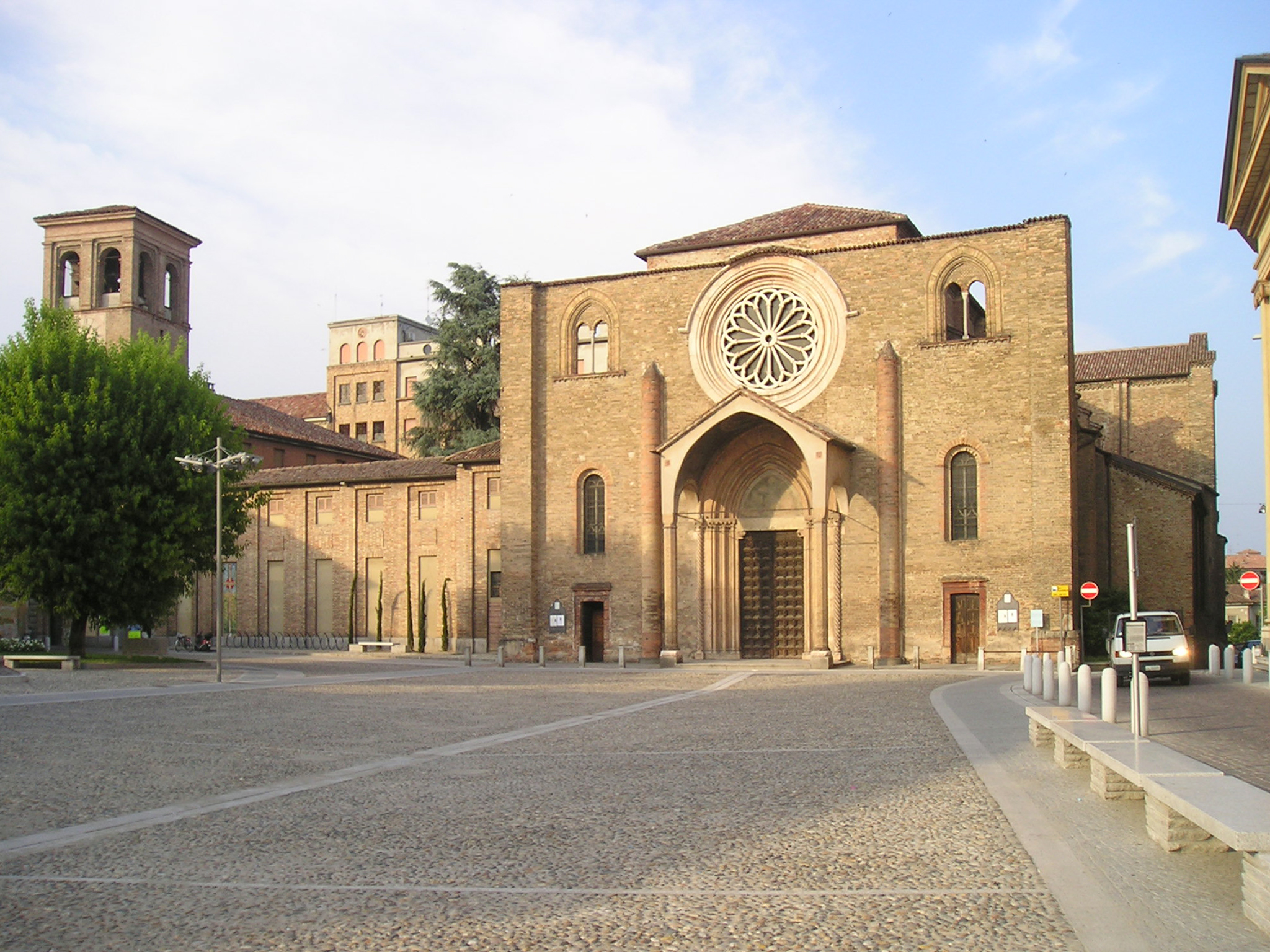
Chiesa di San Francesco an der Piazza Ospitale

Gedenktafel am Geburtshaus der Dichterin Ada Negri im Corso Roma

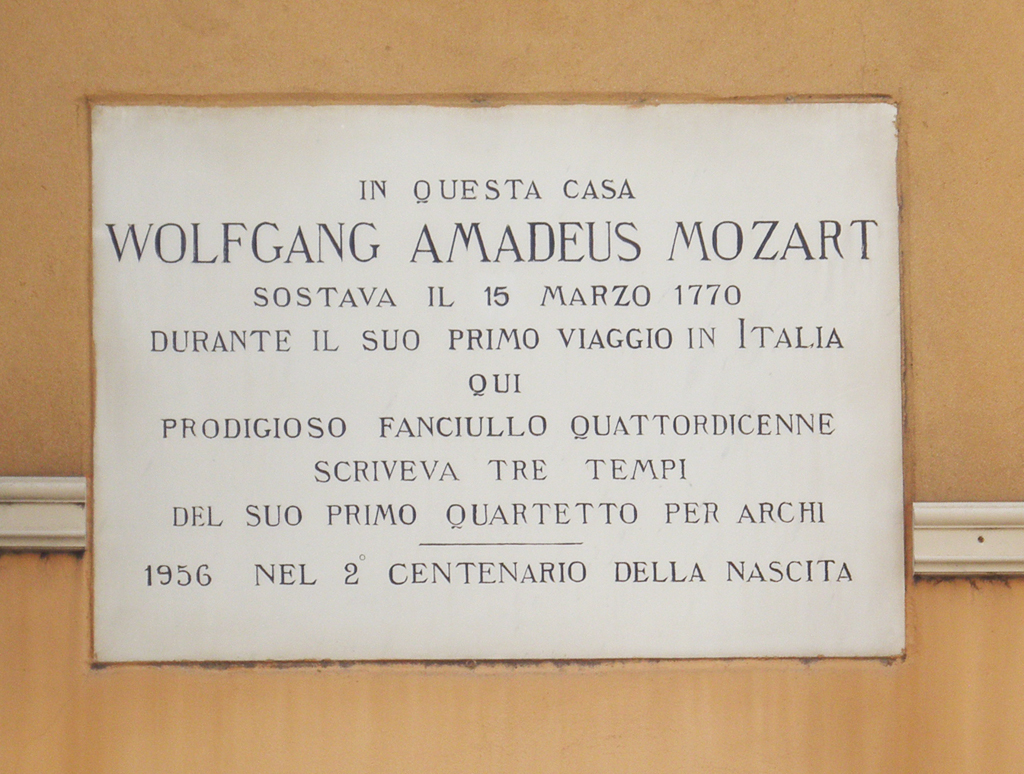
Gedenktafel am ehemaligen Gasthaus im Corso Giuseppe Mazzini 88a: „In diesem Haus machte Wolfgang Amadeus Mozart am 15. März 1770 während seiner ersten Italienreise Rast • Hier • schrieb er als vierzehnjähriges Wunderkind drei Sätze seines ersten Streichquartetts • 1956 • am 200. Jahrestag seiner Geburt“

## Sehenswürdigkeiten

### Plätze und Straßen
- Piazza Vittoria
- Broletto
- Piazza Mercato
- Piazza Castello
- Piazza Ospitale
- Piazza San Lorenzo
- Corso Roma
- Corso Vittorio Emanuele
- Corso Umberto
- Viale IV Novembre
- Viale Dante

### Kirchen
- Kathedrale Mariä Himmelfahrt, Kathedrale des Bistums Lodi
- Santuario dell’Incoronata
- San Francesco
- San Lorenzo
- Sant’Agnese
- San Cristoforo

### Wichtigste Residenzpaläste
- Palazzo Mozzanica
- Palazzo Vistarini
- Palazzo Barni
- Palazzo Modignani

### Parkanlagen
- Giardini Pubblici
- Parco dell’Isola Carolina
- Parco di Villa Braila

## Bildung und Wissenschaft
Seit 2005 gibt es in Lodi ein technisch-wissenschaftliches Zentrum, bestehend aus dem Technologiepark Padano und einigen Einrichtungen der Universität Mailand, hauptsächlich der Fakultät für Veterinärmedizin mit einer Tierklinik für große Tiere.

## Verkehr
Der Bahnhof Lodi liegt an der von RFI betriebenen Bahnstrecke Mailand–Bologna.

## Persönlichkeiten
- Otto Morena (vor 1111–nach 1174), Chronist und Richter in Lodi
- Acerbus Morena († 1167), Chronist und Richter in Lodi sowie Podestà
- Maffeo Vegio (1407–1458), Dichter, Autor des humanistischen Lateins
- Giovanni Battaggio (vor 1445–um 1493), Bildhauer, Architekt und Ingenieur der lombardischen Renaissance
- Giovanni Agostino da Lodi (um 1470–nach 1515), Maler der Renaissance
- Lodovico Vistarini (um 1491–1556), Condottiere
- Callisto Piazza (1500–1561), Maler der Renaissance
- Giovanni Pietro de Pomis (um 1565–1633), Maler, Architekt, Medailleur, Festungsbaumeister
- Hannibal Marchese di Sommariva (1755–1829), österreichischer General, Generalgouverneur der Toskanischen Provinzen
- Antonino Pezzoni (1777–1844), römisch-katholischer Apostolischer Vikar von Tibet-Hindustan
- Giuseppina Strepponi (1815–1897), Opernsängerin und zweite Ehefrau Giuseppe Verdis
- Angelo Panzini (1820–1886), Komponist und Musikpädagoge
- Delfino Codazzi (1824–1873), Mathematiker
- Ada Negri (1870–1945), Dichterin
- Italo Gariboldi (1879–1970), General und Gouverneur von Libyen
- Giuseppe Campari  (1892–1933), Autorennfahrer
- Attilio Marinoni (1892–1940), Autorennfahrer
- Camillo Berneri (1897–1937), Philosoph und Anarchist
- Giovanna Boccalini-Barcellona (1901–1991), Frauenrechtlerin, Widerstandskämpferin, Gewerkschafterin und Politikerin
- Luigi Dadda (1923–2012), Informatiker, Computer-Pionier
- Ettore Chimeri  (1924–1960), Autorennfahrer
- Eugenio Castellotti (1930–1957), Autorennfahrer
- Lucia Guerrini (1931–1990), Klassische Archäologin
- Giampiero Marini (* 1951), Fußballspieler
- Lorenzo Guerini (* 1966), Politiker
- Michele Bartyan (* 1980), Autorennfahrer
- Andrea Dossena (* 1981), Fußballspieler
- Bianca Balti (* 1984), Fotomodell
- Edoardo Scotti (* 2000), Sprinter
- Sandro Tonali (* 2000), Fußballspieler

## Städtepartnerschaften
- Konstanz, Deutschland, seit 1986
- Lodi, Kalifornien, USA, seit 1987
- Omegna, Italien
- Fontainebleau, Frankreich, seit 2011

Die am 23. April 1999 unterzeichnete Partnerschaft mit Flossenbürg in Deutschland ist eingeschlafen.